# Auguste Ponsot (physicien)
Pour les articles homonymes, voir Ponsot.
Auguste Ponsot, né à Dampierre-sur-Salon le 16 novembre 1858 et mort à Argentan le 23 juillet 1907 est un physicien Français, pionnier de la photographie interférentielle.

## Biographie
Auguste Ponsot s’engage très jeune dans la carrière d’enseignant. Instituteur adjoint à 17 ans en 1875, il intègre à 19 ans l’école normale de Cluny. À 22 ans, il est nommé professeur au collège de Wassy (Haute-Marne) et  prépare l’agrégation des sciences qu’il obtient en 1881.
Ponsot déménage au rythme de ses affectations dans les établissements secondaires débutant son ascension sociale. D’abord, la province proche : Mâcon (1881), Troyes (1881-1884). Puis, une expatriation de prestige : Alger (1884-1887). Enfin, la montée vers Paris : Reims (1887-1889), Versailles (1889-1891) et le lycée Condorcet à Paris (1891-1894).
Il continue simultanément ses études, licencié ès sciences physiques à 25 ans puis ès sciences naturelles à 26 ans et commence des recherches dans le laboratoire de recherches physiques de la faculté des sciences de Paris. Il  devient membre de la Société française de physique en 1891.
En 1894, Il obtient un congé de trois ans pour préparer un doctorat ès sciences physiques sous la direction de Gabriel Lippmann dans le laboratoire de recherches physiques de la Sorbonne. En mars 1896, il soutient une thèse intitulé Recherche sur la congélation des solutions aqueuses étendues. Il rédige de nombreuses publications mais il échoue à décrocher un poste universitaire à la Sorbonne. Il enseigne au lycée Janson-de-Sailly (1897-1904) en continuant des recherches. Il est lauréat en 1901 du prix Gegner de l'académie des sciences.

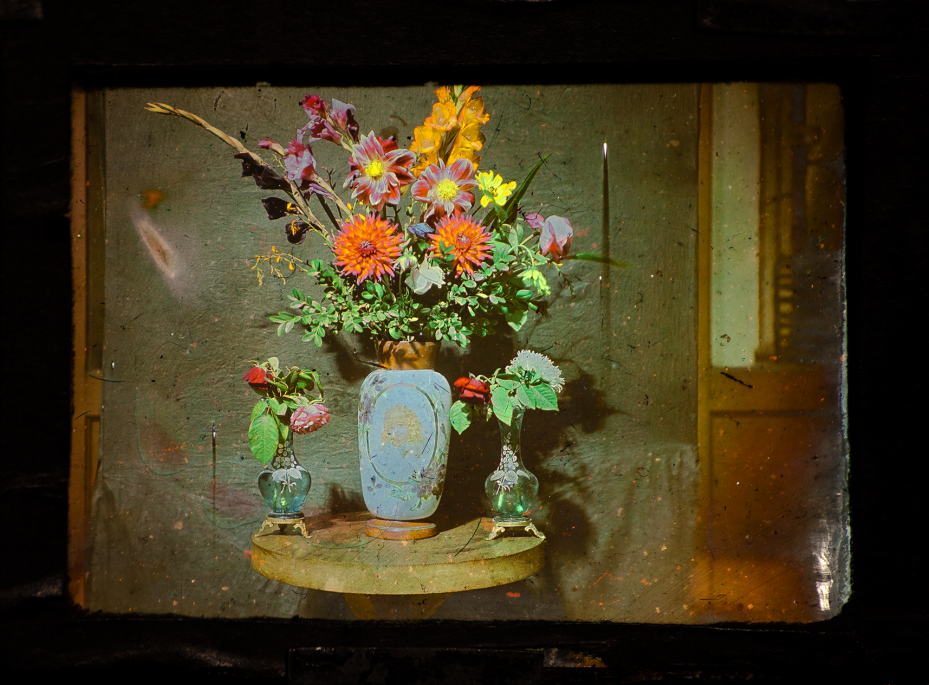
Bouquet de Fleurs réalisé au laboratoire de physique de la faculté des sciences de Lille.

En août 1904, Auguste Ponsot obtient un poste de chargé de cours de Physique à la Faculté des sciences de Lille et ainsi les moyens pour des recherches sur la photographie interférentielle. Ses travaux sont couronnés de succès. Il obtient des photographies magnifiques qu'il présente aux sociétés savantes. Il publie un article dans les comptes rendus de l'académie de sciences.
Son décès brutal le 23 juillet 1907, la veille de son mariage avec Marie Filon, ne lui laisse pas le temps de publier l'ensemble des méthodes de réalisation de plaques interférentielles. Il est enterré au cimetière du Montparnasse dans le caveau de la famille Filon.

## Postérité
Totalement oublié, parfois confondu avec son homonyme Auguste Ponsot l'inventeur du papier d'Arménie, il est reconnu récemment après la découverte dans les réserves de l'université de Lille de quinze photographies interférentielles. L'université de Lille lui consacre une exposition intitulée Les plaques précieuses d'Auguste Ponsot  du 2 février au 12 mai 2023.